# 부산국제합창제
부산국제합창제(釜山國際合唱祭, Busan Choral Festival & Competition)는 대한민국 부산광역시에서 열리는 국제 합창 경연이다. 2005년부터 매년 열리고 있다.

## 역대 합창제
- 제1회: 2005년 11월 11일 ~ 11월 12일 (11개국, 29개 합창단, 1,200명 참여)
- 제2회: 2006년 11월 16일 ~ 11월 18일 (14개국, 38개 합창단, 1,300명 참여)
- 제3회: 2007년 10월 31일 ~ 11월 3일 (11개국, 40개 합창단, 1,400명 참여)
- 제4회: 2008년 11월 12일 ~ 11월 15일 (12개국, 40개 합창단, 1,400명 참여)
- 제5회: 2009년 11월 4일 ~ 11월 7일 (3개국, 4개 합창단, 150명 참여, 2009년 인플루엔자 범유행의 여파로 인하여 규모를 축소해서 개최함)
- 제6회: 2010년 11월 10일 ~ 11월 13일 (12개국, 28개 합창단, 850명 참여)
- 제7회: 2011년 11월 2일 ~ 11월 5일 (14개국, 28개 합창단, 1,100명 참여)
- 제8회: 2012년 11월 14일 ~ 11월 17일 (13개국, 28개 합창단, 1,046명 참여)
- 제9회: 2013년 10월 14일 ~ 10월 19일 (11개국, 45개 합창단, 1,657명 참여)
- 제10회: 2014년 10월 13일 ~ 10월 18일 (12개국, 52개 합창단, 1,800명 참여)
- 제11회: 2015년 10월 14일 ~ 10월 17일 (8개국, 28개 합창단, 1,000명 참여)
- 제12회: 2016년 10월 18일 ~ 10월 21일 (10개국, 34개 합창단, 1,400명 참여)
- 제13회: 2017년 9월 6일 ~ 9월 9일 (7개국, 47개 합창단, 1,632명 참여)
- 제14회: 2018년 10월 17일 ~ 10월 20일 (12개국, 50개 합창단, 2,100명 참여)
- 제15회: 2019년 10월 16일 ~ 10월 19일 (9개국, 44개 합창단, 1,800명 참여)
- 제16회: 2020년 10월 24일 (9개국, 14개 합창단, 400명 참여, 대한민국의 코로나19 범유행의 여파로 인하여 비대면 형식으로 개최함)
- 제17회: 2021년 10월 21일 (5개국, 21개 합창단, 800명 참여, 대한민국의 코로나19 범유행의 여파로 인하여 비대면 형식으로 개최함)